# Mansriggs
Mansriggs (Manslarig in 1520) is een civil parish in het bestuurlijke gebied South Lakeland, in het Engelse graafschap Cumbria. In 2001 telde het civil parish 42 inwoners.